# کمندولار
کمندولار (به مجاری:  Kemendollár) یک شهرداری در مجارستان است که در ناحیه ژالائگرسگ واقع شده‌است. کمندولار ۱۶٫۰۷ کیلومتر مربع مساحت و ۵۵۸ نفر جمعیت دارد.